# Zamek w Dźwinogrodzie (rejon borszczowski)
Zamek w Dźwinogrodzie – zamek na Ukrainie, w obwodzie tarnopolskim, w rejonie borszczowskim, w Dźwinogrodzie. Został wzniesiony przez księcia Wołodymirkę nad Dniestrem.

## Historia
Książę przemyski Wołodar Rościsławicz zmarły w 1124 r., dzieląc swoje państwo pomiędzy dwóch synów ziemię dźwinognrodzką, przekazał Wołodymirce, który zaczął tu samodzielnie panować, w związku z czym powstało osobne księstwo dźwinogrodzkie istniejące do 1144 roku. Wydaje się najbardziej prawdopodobne, że cały zamek powstał za panowania Wołodymirki, syna księcia Wołodara w okresie, gdy Dźwinogród był stolicą udzielnego księstwa (lata 1124–1144). Jego brat książę przemyski Rościsław Wołodarewicz oblegał Włodzimierz, ale gród się obronił. Włodymirko podążył na Węgry w poszukiwaniu pomocy. W zamku pozostała 3 tys. załoga, która dwa razy odparła ataki Rościsława. W 1144 r. ośrodek stołeczny tej części Rusi przeniesiono do Halicza. W 1240 r. gród został zniszczony przez Tatarów.
Alessandro Guagnini w swojej Geografia Polski z 1585 r. pisał o Dźwinogrodzie na Podolu: arx cum civitate lignea (cytadela, jak i miasto z drewna). Natomiast Stanisław Sarnicki wspominał to miejsce:  sedes olim ducum Russiae (po siedzibie władców Rosji).
Książęta Koriatowicze lub królowie polscy wznieśli nowy zamek, który przetrwał do połowy XVI w. Sarnicki około 1570 r. wskazał położenie tego miejsca nad rzeką, uchodzącą do Dniestru.